# Rudolf Purps
Rudolf Purps (* 26. Dezember 1942 in Hamm/Westfalen) ist ein deutscher Politiker (SPD).
Purps besuchte zunächst die Volksschule und danach bis zu seinem Abitur 1962 das Gymnasium. Er studierte die Fächer Deutsch, Geschichte, Wirtschaftskunde und Politik an den Universitäten Münster und Bochum. 1967 legte er seine Fachprüfung für das Lehramt an Realschule ab. Von 1969 bis 1980 war er Lehrer an der Realschule [Meggen]. 1969 wurde er Mitglied der Gewerkschaft IG Bergbau und Energie, er war zudem Mitglied der Arbeiterwohlfahrt und bei Amnesty International.
1968 wurde Purps Mitglied der SPD. 1977 übernahm er den Vorsitz des Ortsvereins Halberbracht, von 1971 bis 1975 war er Vorsitzender der SPD im Kreis Olpe und von 1977 bis 1987 war er Unterbezirksvorsitzender des Kreises Olpe. Von 1969 bis 1989 war Purps im Olper Kreistag vertreten, von 1975 bis 1980 war er dort Fraktionsvorsitzender. Zudem saß er von 1992 bis 1994 im Stadtrat von Lennestadt. Von 1980 bis 1998 saß er im Deutschen Bundestag, wo er stellvertretender Vorsitzender des Rechnungsprüfungsausschusses war.
Zur Bundestagswahl 1998 trat er aus eigener Entscheidung nicht mehr an und zog sich in den Ruhestand zurück.